# Сун Вэйлун
Сун Вэйлун (кит. упр. 宋伟龙, пиньинь Sòng Wěilóng, род. 9 декабря 1989 года в г. Шэньяне, провинция Ляонин) — китайский шорт-трекист. Участвовал в Олимпийских играх 2010 года, двукратный серебряный призёр чемпионатов мира. Окончил в 2004 году школу журналистики и коммуникационной рекламы Университета Хэбэй (бакалавр), в 2007 году получил степень магистра искусств.

## Биография
Сун Вэйлун в детстве всегда был болен и имел слабое здоровье, поэтому под влиянием своего отца с самого раннего возраста занимался различными видами спорта в том числе бадминтоном, футболом и настольным теннисом. Он играл в футбол и был отобран в школьную команду, и даже однажды ходил в районную спортивную школу. В Шэньяне он катался на коньках в развлекательном заведении "Летний дворец". В возрасте 10 лет отец Сун Ян отправил его на ледовую базу Байи на окраине города в спортивную школу любителей, чтобы научиться формальному катанию на коньках.
Однако, поскольку условия для тренировок были гораздо менее комфортными, чем в других видах спорта, его отец вскоре забрал Вэйлуна.
Бросив кататься на коньках, его отец не отказался от своей спортивной мечты и отправил своего ребенка на занятия по бадминтону. В период обучения бадминтону Сун Вэйлун вообще не носил коньки и больше никогда не ходил на ледовую базу Байи. Однако несколько месяцев спустя отцу Суна позвонил тренер Цзян Чжибинь и сказал, что его сын талантлив и что надо вернуться на ледовую базу Байи.
Он учился кататься на коньках в любительском классе ледовой базы. Таким образом, 11-летний Сун начал официальную карьеру в шорт-треке. В 2001 году, в возрасте 12 лет, он вступил в команду Народно-освободительной армии. В 2004 году был выбран в молодежную сборную страны. В ноябре 2006 года его выбрали для участия в национальной команде. В 2007 году выиграл 2-е место на дистанции 1500 м на национальном чемпионате. В октябре дебютировал на Кубке мира в Солт-Лейк-Сити и с командой занял в эстафете 2-е место. В Кобе занял 5-е место в беге на 1500 м.
В марте на чемпионате мира в Чонджу занял 12-е место в общем зачёте и на командном чемпионате мира в Харбине занял 4-е место. На Кубке мира в Пекине занял 3-е место в эстафетной гонке. В феврале 2009 года в Софии поднялся на 2-е место, а в Дрездене выиграл с партнёрами в эстафете и занял 4-е место в беге на 1000 м. 
В марте 2009 года на чемпионате мира в Вене с командой выиграл серебряную медаль в эстафете. Следом занял 4-е место на командном чемпионате мира в Херенвене. В апреле на 11-й Спартакиаде народов КНР занял 2-е место в беге на 1000 м и 3-е место в многоборье. На Кубке мира в сезоне 2009/10 годов в сентябре в Сеуле и Монреале занял 3-е места в эстафете, а в Пекине занял 2-е место. 
На Олимпийских играх в Ванкувере занял 33-е место в беге на 1500 м и 4-е в эстафете. Весной на 1-х зимних Всемирных военных играх в Валле-д’Аосте выиграл в беге на 1500 м золотую медаль и в беге на 500 м занял 4-е место.
В феврале 2011 года на зимних Азиатских играх в Алматы-Астане выиграл золотую медаль в беге на 1000 м, и установил азиатский рекорд (1:27,471 сек).  На Кубке мира на этапе в Москве занял 3-е место в эстафете и в беге на 1000 м, а в Дрездене выиграл золото в беге на 1000 м. На чемпионате мира в Шеффилде поднялся на 4-е место в беге на 1500 м и в общем зачёте занял 9-е место. На командном чемпионате мира в Варшаве завоевал серебряную медаль.
В сезоне 2011/12 годов на Кубке мира в Сагенее занял 4-е место в беге на 1500 м, в Нагое и Шанхае выиграл в эстафетах и в Москве занял 3-е место. На 12-х Национальных играх Сун Вэйлун завоевал серебряные медали в эстафете и в личном многоборье. По итогам сезона он занял 7-е место в рейтинге. В марте 2013 года на 2-х зимних Всемирных военных играх в Анси завоевал золотую медаль в беге на 500 м и бронзовую в беге на 1500 м.
После завершения карьеры работал тренером команды по шорт-треку Народно-освободительной армии. В 2016 году начал заниматься лыжным спортом.

## Личная жизнь
Работает ассистентом с 2004 по настоящее время в школе журналистики и коммуникаций Университета Хэбэй.  Он увлекается музыкой и баскетболом.